# Sympatomimetikum
Et sympatomimetikum (flertal sympatomimetika) er et stof der har en virkning på kroppen der ligner det sympatiske nervesystems. Sympatomimetika er ofte enten selve de signalstoffer der udskilles af det sympatiske nervesystem (adrenalin, noradrenalin og dopamin), eller ligner kemisk set disse signalstoffer. Der findes mange sympatomimetika, både naturlige og syntetisk fremstillede, og disse finder anvendelse som lægemidler til behandling af bl.a. hjertestop, lavt blodtryk og anafylaktisk shock. De fleste sympatomimetika er phenethylaminer og mange opkvikkende rusmidler, så som kokain og amfetamin, har sympatomimetisk virkning.
Sympatomimetika kan opdeles i direkte og indirekte virkende. De direkte virkende virker ved at stimulere det sympatiske nervesystems receptorer, mens de indirekte virkende virker ved enten at øge frigivelsen af det sympatiske nervesystems signalstoffer eller hæmme deres fjernelse fra synapsespalten.

## Generelle virkninger
- Øget puls og blodtryk
- Mundtørhed
- Søvnløshed
- Irritabilitet
- Følelse af øget energi

## Anvendelse
Da sympatomimetika øger hjertets sammentrækningskraft, anvendes de til behandling af hjertestop. Den karsammentrækkende virkning udnyttes til behandling af farligt nedsat blodtryk, der kan opstå ved f.eks. anafylaktisk shock eller sepsis. Desuden anvendes de som tilsætning til lokalbedøvende lægemidler for at forhindre spredning af det lokalbedøvende stof. Sympatomimetika kan desuden modvirke priapisme, som er en sygeligt erigeret penis, da erektion er et parasympatisk respons.

## Substanser
- Phenethylaminer
  - Endogene (naturligt forekommende i kroppen)
    - Adrenalin
    - Noradrenalin
    - Dopamin

  - Amfetaminer
    - Amfetamin
    - Metamfetamin

  - Naturligt forekommende
    - Efedrin og pseudoefedrin
    - Synefrin
    - Phenylefrin
    - Cathinon
    - Cathin
    - Kokain

  - Andre
    - Methylphenidat (Ritalin)
    - Aminorex
    - Methylaminorex
    - Dobutamin

## Eksterne links
- Sympatomimetika på medicin.dk